# Gekijōban Pocket Monsters: Maboroshi no Pokémon Lugia Bakutan
Pokémon: Sự bùng nổ của Lugia huyền thoại, ban đầu ra mắt ở Nhật Bản với tên là Pocket Monsters the Movie: Revelation Lugia (劇場版ポケットモンスター 幻のポケモン ルギア爆誕 Gekijōban Poketto Monsutā Maboroshi no Pokemon Rugia Bakutan, lit. "Mirage Pokémon: Lugia's Explosive Birth"), là phim hoạt hình Nhật Bản 1999 của đạo diễn Kunihiko Yuyama như là phim dài chủ đề thứ hai của Pokémon. Phim được công chiếu ở các rạp Nhật Bản vào ngày 17 tháng 7 năm 1999.

## Nội dung
Với sự xuất hiện một kẻ lạ mặt chuyên đi săn những loài Pokemon huyền thoại, hắn ta đã thu thập được 3 loài pokemon chim Fire, Thunder, Frozen tượng trưng cho biểu tượng sức mạnh thần thoại. Nhưng tham vọng của hắn vẫn chưa đạt được khi hắn quyết định sẽ bắt một loài Pokemon bay của đại dương Lugia mục đích thâu tóm của hắn sẽ đi đến đâu khi hắn đã nắm giữ những loài được cho là vĩ đại của những loài Pokemon bay lượn.

## Âm nhạc
- Bài hát mở đầu:

"Pokémon World" của Youngstown,
"Rival!" của Rica Matsumoto
- Bài hát kết thúc:"Polkamon (Hoa Kỳ)" của "Weird Al" Yankovic, "Power of One" của Donna Summer,"Toi et Moi" của Namie Amuro
- Lồng trong phim:

"Ware wa Collector (Ware府コレクタ Tôi là một sưu tập gia)" của Takeshi Kaga và Kohei Tanaka